# Flugfunk
Als Flugfunk zugehörig sind:

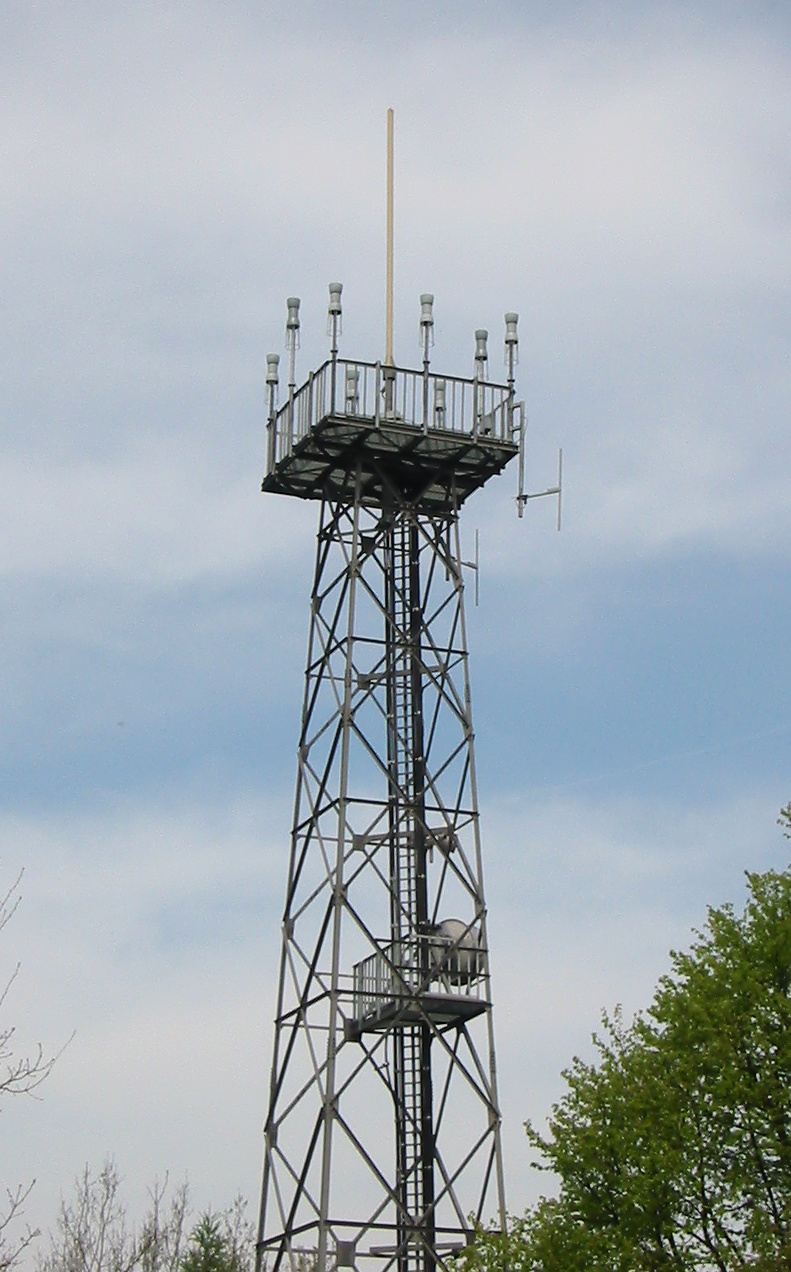
Antennen auf einem Gittermast der Bodenfunkstelle (nur Sender) auf dem Deister bei Hannover

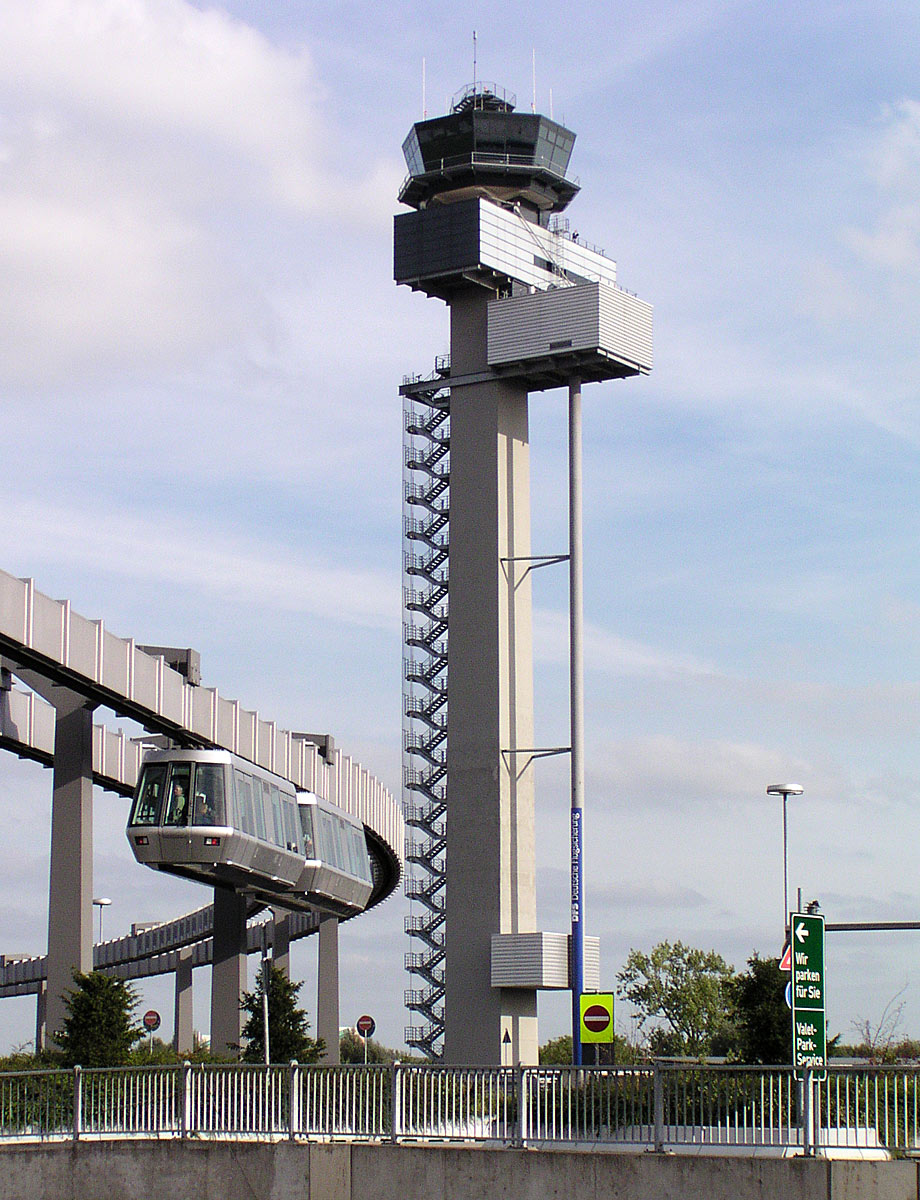
Funkantenne auf dem Tower (Luftfahrt) des Flughafens Düsseldorf

- der mobile Flugfunkdienst, also der Funkdienst zwischen Bodenfunkstellen und  Luftfunkstellen in der Luft und am Boden, sowie Luftfunkstellen in der Luft untereinander. Anmerkung: Es auch einige wenige mobile Nutzungen durch Bodenfahrzeuge mit Boden- und Luftfunkstellen am Boden z.B. Deicing oder Feuerwehr.
- der Flugnavigationsfunkdienst der der Navigation von Luftfunkstellen mit Hilfe von Referenzsignalen von einem oder mehreren Bodenfunkstellen erfolgt. Anmerkungen: Sekundärradar wird von International Telecommunication Union (ITU, dt. Internationale Fernmeldeunion) auch dem Flugnavigationsfunkdienst zugewiesen während Ground Based Augmentation System (GBAS) dem Flugfunkdienst zugewiesen ist.

## Geschichte
Flugfunk Nutzung oberhalb 30 MHz
Dem Aeronautischen Flug-Sprechfunkdienst, (engl. Aeronautical Mobile (Route) Service, AM(R)S ) wurde der Frequenzbereich 118,0 MHz bis 132,0 MHz von der Internationalen Fernmeldeunion (eng. International Telecommunication Union, ITU) bei der ihrer Radio Conference 1947 in Atlantic City zur weltweit exklusiven Nutzung zugewiesen. Nr.4.1 Im Jahr 1959 wurde bei der ITU Geneva Conference die Erweiterung von 118,0 MHz auf 117,975 MHz vorgenommen. Nr.4.1 Bei späteren ITU-Radiokonferenzen wurde zusätzlich der Bereich 132,0 bis 136,0 MHz und 136,0 MHz bis 137,0 MHz dem Aeronautischen Flugfunkdienst zugewiesen.,Nr. 2.1.1.3 Note
Das dem Flugfunk zugewiesene Band liegt im Frequenzbereich zwischen 30 und 300 MHz, welches auch als VHF-Frequenzband (en. Very High Frequency Band) bezeichnet wird. Es wird daher als „VHF-Flugfunk-Frequenzband“ bezeichnet. 
Anmerkung: Von der ICAO wurden zur Angabe von Frequenzen ursprünglich die Einheiten c/s (cycles per second), kc/s (kilo cycles per second) und Mc/s (Mega cycles per second) verwendet. Hingegen ist es heute üblich für Frequenzen die Einheiten Hertz (Hz), Kilohertz (kHz) und Megahertz (MHz) zu verwenden. Der Übergang zu den aktuellen Bezeichnungen erfolgte ungefähr mit dem Amendment 52 des ICAO Annex 10, Volume I im Jahr 1974.
Von ICAO wurde 1951 in ICAO Annex 10 ein Kanalraster für den Sprechfunk mit einem Frequenzabstand von 200 kHz festgelegt. Nr. 4.1.2 Da der ursprünglich festgelegte Abstand zwischen den Sprechfunkkanälen von 200 kHz aufgrund des in den folgenden Jahrzehnten ständig wachsenden Luftverkehrs und dem damit stetig wachsenden Bedarf an Sprechfunkfrequenzen nicht befriedigt werden konnte, wurde das Kanalraster in den folgenden Jahrzehnten sukzessive halbiert bis auf 25 kHz. Bis zum 1. Januar 1964 wurde das Kanalraster von  100 kHz Nr. 4.1.2.1 und nach dem 1. Januar 1964 wurde das 50 kHz-Kanalraster. Nr. 4.1.2.1 Eine weitere Halbierung des Kanalabstands auf 25 kHz wurde zuerst ab dem 1. Juli 1976 regional eingeführt. Nr. 4.1.2.2
Von Ostblock Staaten wurden im Bereich 118,000 MHz bis 1370,000 MHz, und je nach Gerät auch darüber und darunter auch Sprechfunkgeräte mit einem vom ICAO-Standard abweichenden Frequenzraster, z. B. 8,33 kHz-Kanalraster genutzt, wodurch es zu Störungen kommen konnte.
Ab 1996 wurde der Kanalabstand weiter auf 8,33 kHz reduziert. Dies erfolgte jedoch zuerst nur in der europäischen Region für den oberen Luftraum und nur in den „European Core States“ Belgien, Deutschland, Frankreich, Luxemburg, Niederlande, Österreich und der Schweiz. Nr. 2.1 Die Einführung des 8,33 kHz-Rasters in der europäischen ICAO-Region wurde von ICAO im ICAO-Dokument EUR-DOC-042, dem "8,33 kHz Regional Implementation Plan" definiert.
Im Frequenzbereich zwischen 300 MHz bis 3.000 MHz, der als UHF-Frequenzband (Ultra High Frequency Band) bezeichnet wird, liegen der ILS-GP Bereich von 328,6 und 335,4 MHz und vorwiegend militärisch genutzte Sprechfunkfrequenzen die daher auch als „UHF-Flug-Sprechfunk-Frequenzbänder“ bezeichnet werden.

## Frequenzbereiche
Von der Internationalen Fernmeldeunion (englisch: International Telecommunication Union, ITU) werden für die Nutzung durch den „zivilen Flugfunk“ Frequenzbereiche zugewiesen. Es handelt sich dabei um 11 einzelne Frequenzbänder im Kurzwellenfrequenzband und einen Frequenzbereich im VHF-Frequenzband.
In der zivilen Luftfahrt wird der Sprechfunk im Kurzwellenfrequenzband im Frequenzbereich 2,850 to 22 MHz hauptsächlich über Ozeanen und entlegenen Gebieten (engl. oceanic and remote areas) genutzt (s. Shannon Radio und Organized Track System). In diesem Gebieten wird außer dem Sprechfunk auch Kommunikation mittels eines digitaler Daten-Links (engl. High Frequency Data Link, kurz HF Data Link oder HFDL), insbesondere für Controller-Pilot Data Link Communications verwendet.
Über Land und somit auch über Europa findet der zivile Flugfunk hauptsächlich im VHF-Frequenzband von 117,975 bis 137,000 MHz statt. Die zu verwendenden Sprechfunkverfahren sind weltweit einheitlich durch den Anhang 10 des Abkommens über die internationale Zivilluftfahrt (ICAO Annex 10) geregelt. Die unterste, von ICAO zur Nutzung spezifizierte Frequenz ist 118,000 MHz, die höchste ist 136,975 MHz.
Von der ITU werden für die Nutzung durch den „militärischen Flugfunk“ ebenfalls Frequenzbereiche zugewiesen. Es handelt sich dabei um 13 einzelne Frequenzbänder im Kurzwellenfrequenzband und einen Frequenzbereich im VHF-Frequenzband.
Für den militärischen UHF-Flugfunk wird vor allem das in NATO-Europa harmonisierte UHF-Frequenzband 225–400 MHz genutzt. Dieses Frequenzband ist in der ITU-Frequenztabelle nicht enthalten und nicht als militärisch genutztes Frequenzband erkennbar. Der für Gleitwegsender des Instrumentenlandesystems genutzte Frequenzbereich von 328,6 bis 355,4 MHz wird vom militärischen Flugfunk ausgespart.
Die von der ITU für die Nutzung durch den Flugnavigationsfunkdienst zugewiesenen Frequenzbereiche, welche von der Luftfahrt für Navigationsanlagen und Radare genutzt werden, findet man im folgenden Artikel:

## Militärischer Flugfunk
Für militärische Nutzung wird zusätzlich zu Frequenzen im Frequenzbereich 118,000 MHz bis 137,000 MHz in dem die Frequenzen von ICAO koordiniert und verwaltet werden, vor allem das von der NATO zur Nutzung in Europa harmonisierte UHF-Frequenzband 225–400 MHz verwendet. Mehr Informationen über diesen und die anderen vom militärischen Flugfunk genutzten Frequenzbereiche findet man im

## Ziviler Flugfunk
Der zivile Flugfunk im VHF-Frequenzband nutzt für den Sprechfunk über Land den Frequenzbereich 117,975 bis 137,000 MHz. Ziviler Flugfunk Für Flugzeuge, welche nach Instrumentenflugregeln fliegen, sind zwei Sprechfunkgeräte vorgeschrieben§3, Abs. 1, Nr. 1,. ICAO unterscheidet beim zivilen VHF-Flugfunk zwischen der Übertragung von Sprache (Sprechfunk, engl. Voice Communication) und digitalen Informationen (engl. Data Link):
- VHF-Sprechfunk: Der primäre Kommunikationsweg zwischen Fluglotsen und Piloten
- VHF Data Link (VDL): Die überwiegend verwendeten Systeme, sind das althergebrachte ACARS und das neuere, leistungsfähigere VDL Mode 2. Grundsätzlich gibt es für den VHF Data Link folgende von ICAO standardisierte Varianten:[12]chpt. 6, Att. to Part I
  - ACARS (englisch Aircraft Communications Addressing and Reporting System), seit Jahrzehnten und auch noch aktuell (2024) in Europa (d. h. in der ICAO European Region) stark genutzt.
  - VDL Mode 2, häufig genutztes Verfahren für „Controller–Pilot Data Link“ (CPDLC) im oberen Luftraum aktuell (2024) in der ICAO European Region genutzt.
  - VDL Mode 3, Digitaler Sprechfunk, zwar standardisiert, jedoch weltweit keine Nutzung.
  - VDL Mode 4, Digitaler Datenfunk, zwar standardisiert, jedoch  aktuell (2024) nur wenige Nutzungen in der ICAO European Region.

### VHF-Sprechfunk

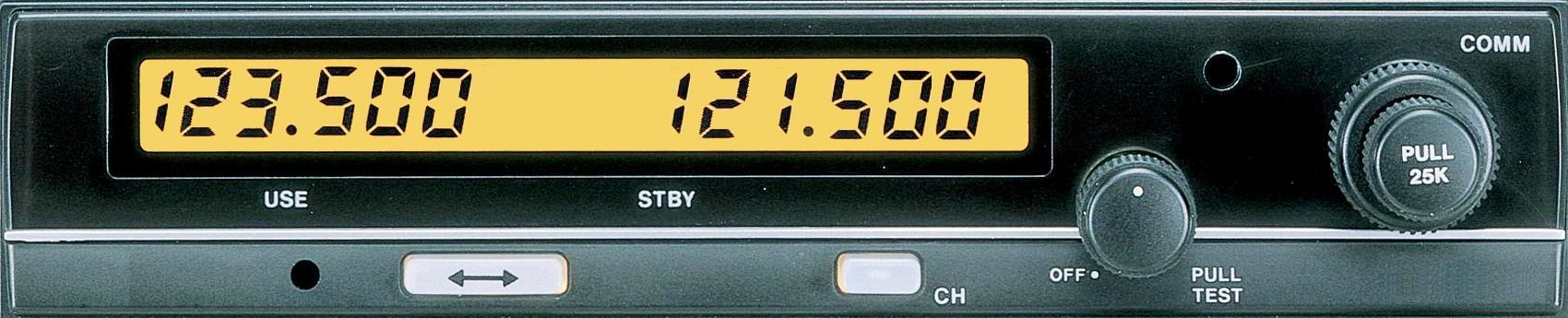
Typisches, von der Allgemeinen Luftfahrt verwendetes Bordfunkgerät. Das Display zeigt einen aktiven Kanal und einen Standby-Kanal an

Durch die ursprüngliche Rasterung der Funkgeräte mit einem Kanalabstand von 50 kHz entstanden in diesem Frequenzbereich 360 Sprechkanäle. In den 1970er Jahren wurde dies durch einen verringerten Kanalabstand von 25 kHz auf 720 Kanäle erweitert. Der weitaus höhere Bedarf an Kanälen führte mittlerweile zur Entwicklung von Funkgeräten mit einem Kanalabstand von nur noch 8,33 kHz (d. h. 1/3 von 25 kHz); daraus ergibt sich theoretisch eine Verdreifachung der Zahl der nutzbaren Funkkanäle auf 2280 Kanäle. Die neuen Frequenzen des 8,33-kHz-Rasters werden in Europa schrittweise im kontrollierten Luftraum eingeführt.,,,
Von der Europäischen Kommission war in der Durchführungsverordnung (DVO) 1079/2012 eine flächendeckende Einführung bis 2018 angestrebt worden. Jedoch gab es in der DVO 1079/2012 und gibt es in der ihr nachfolgenden DVO 2023/1770 immer noch Ausnahmen von der Vorschrift das 8,33-kHz-Raster zu nutzen. Der Grund ist, dass in Flugverkehrskontrollsektoren, die zu groß sind und nicht von einem Sender alleine versorgt werden können, von mehreren Bodenfunkstellen versorgt werden müssen. Dies erfolgt derzeit noch im 25 kHz-Kanalraster. Ursache dafür ist, dass bisher nicht alle Luftfahrzeuge mit VHF-Flugsprechfunkgeräten ausgerüstet sind, die darauf getestet sind, dass sie mit Signalen von mehreren Bodenfunkstellen (im Frequenz-Offset-Betrieb, Climax-Betrieb) zurechtkommen, wie es in dem Bordgerätestandard EUROCAE ED23C gefordert wird.
Die Signale des VHF-Sprechfunks sind amplitudenmoduliert. Dies hat zur Folge, dass zwar die Qualität der Verbindung gegenüber einer frequenzmodulierten Verbindung schlechter ist, jedoch Funksprüche dennoch bei einem relativ schlechten Signal-Rausch-Verhältnis verstanden werden können (siehe FM-Schwelle). Der Funkverkehr wird in der Betriebsart „Wechselsprechen“ (simplex) ausgeführt, das heißt, dass zu einer Zeit nur jeweils von einer Funkstelle gesendet werden sollte, da gleichzeitige Sendungen von verschiedenen Stellen auf derselben Frequenz in der Regel unverständlich sind.
Besonderheiten der Frequenz- bzw. Kanalwahl 25 kHz und 8.33 kHz Sprechfunkkanalrasters

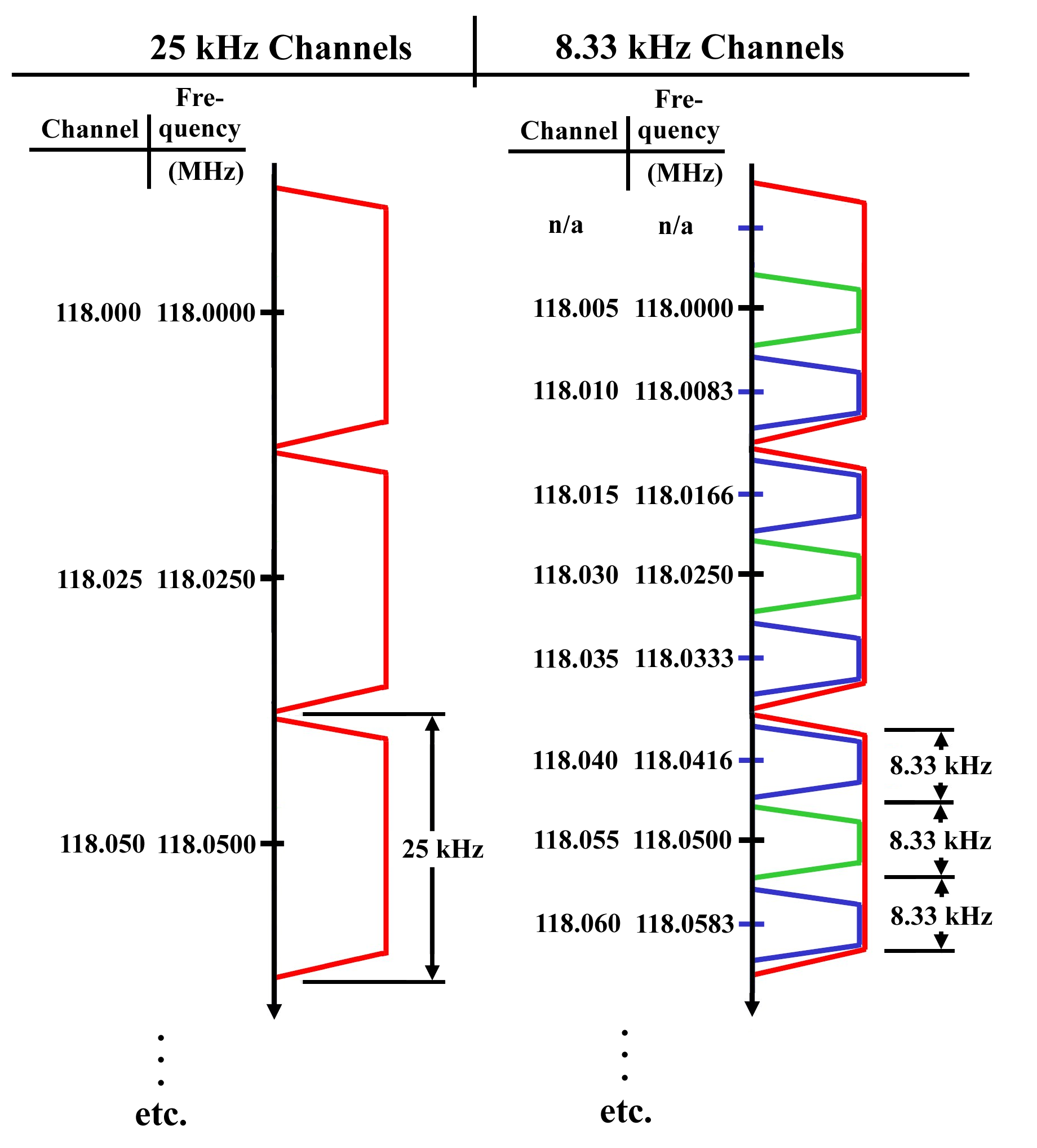
Vergleich von Kanal und Frequenz bei 25 kHz-Kanälen und 8,33 kHz-Kanälen (Die farbigen Linien stellen Bandpassfiltercharakteristika dar)

VHF-Sprechfunkkanäle werden zur Unterscheidung von der genutzten Sendemittenfrequenz eines VHF-Sprechfunkkanals auch in deutschen Dokumenten mit einem Punkt und nicht mit einem Komma geschrieben.
Anmerkung: In englischsprachigen Dokumenten, also auch dem Deutschen Luftfahrthandbuch, wird sowohl für den VHF-Sprechfunkkanal als auch für die Frequenz ein Punkt verwendet.
Ein Vergleich der Sendermittenfrequenzen und der Empfängerbandbreite zwischen VHF-Sprechfunkkanälen im 25 kHz-Kanalraster und VHF-Sprechfunkkanälen im 8.33 kHz-Kanalraster sind in der Abbildung dargestellt (Erweiterung der Darstellung in).
Die Auswahl der Sprechfunkkanäle erfolgt bei Sprechfunkkanälen im 25 kHz Kanalraster durch Eingabe der Sendermittenfrequenz, während bei Sprechfunkkanälen im 8,33 kHz Sprechfunkkanalrasters die Anwahl über eine fiktive Frequenz erfolgt die jedoch nie der Sendermittenfrequenz des Kanals entspricht.
Der Abstand von zwei benachbarten Kanälen ist im 25 kHz Sprechfunkkanalrasters immer 25 kHz, wodurch z. B. Sprechfunkkanal "118.025" die Sendermittenfrequenz 118,025 MHz und der nächsttiefere Sprechfunkkanal "118.000" die Sendermittenfrequenz 118,000 MHz besitzt un der nächsthöhere Sprechfunkkanal "118.050" die Sendermittenfrequenz 118,050 MHz besitzt.
Durch eine Drittelung des 25 KHz Kanalabstands entstand das sogenannte 8.33 kHz Sprechfunkkanalraster. Zusätzlich zu den bereits im 25 kHz Sprechfunkkanalrasters existierenden Kanalmittenfrequenzen von xxx,x00 MHz, xxx,x25 MHz, xxx,x50 MHz und xxx,x75 MHz, wurden für Sprechfunkkanäle mit 8.33 kHz Kanalabstand um jede 25 kHz Kanalmittenfrequenz, z. B. 118,025 MHz, jeweils eine zusätzlich Kanalmittenfrequenz in 8,33 kHz Abstand einmal unterhalb, z. B. 118,0166 MHz und einmal oberhalb, z. B. 118,0333 MHz definiert.
Die bestehenden Sprechfunkkanäle im 25 kHz Kanalraster wurden pro 25 kHz Kanal um drei weitere Kanalbezeichnungen für die zusätzlichen 8.33 kHz Kanäle ergänzt, z. B. für "118,025" im 25 kHz Kanalrasters kamen im 8.33 kHz Kanalraster "118.015", "118.030" und 118.035" dazu. Anders als zuvor im 25 kHz Sprechfunkkanalraster entspricht der am Bediengerät eingewählte 8.33 kHz Kanal nicht mehr der real genutzten Sendermittenfrequenz.
Für die Einwahl eines Sprechfunkkanals im 8.33 kHz Rasters wurden fiktive Frequenzen definiert, damit Sprechfunkgeräte bei Einwahl eines Kanals der sowohl im 25 kHz als auch im 8.33 kHz Sprechfunkkanalrasters die gleiche Sendermittenfrequenz haben, z. B. wird die Sendermittenfrequenz 118,025 MHz im 25 kHz Sprechfunkkanalraster über den 8.33 kHz Sprechfunkkanal "118.025" und im 8.33 kHz Sprechfunkkanalraster über den Sprechfunkkanal "118.030" ausgewählt., 
Ein Bandpassfilter (dessen Filtercharakteristik in der Abbildung dargestellt ist) sorgt dafür, dass nur Signale durchgelassen werden, die in den Kanal „passen“. In der Frequenz benachbarte Signale (außerhalb der Bandbreite des Kanals) werden umso mehr unterdrückt, je stärker ihre Frequenz von der Mittenfrequenz des Kanals abweicht. Wählt man einen Kanal mit richtiger Mittenfrequenz (z. B. „118.000“) der zum 25 kHz-Kanalraster gehört, werden Signale aus benachbarten 8,33 kHz-Kanälen (sogenannte „Schulterkanäle“) ungefiltert durchgelassen, was zu Störungen führen kann.
Typische 6 dB-Bandbreiten der Bandpassfilter sind:
- 25 kHz-Kanalraster: ±8.0 kHz
- 8,33 kHz-Kanalraster: ±2.78 kHz

## Reichweite des Flugfunks

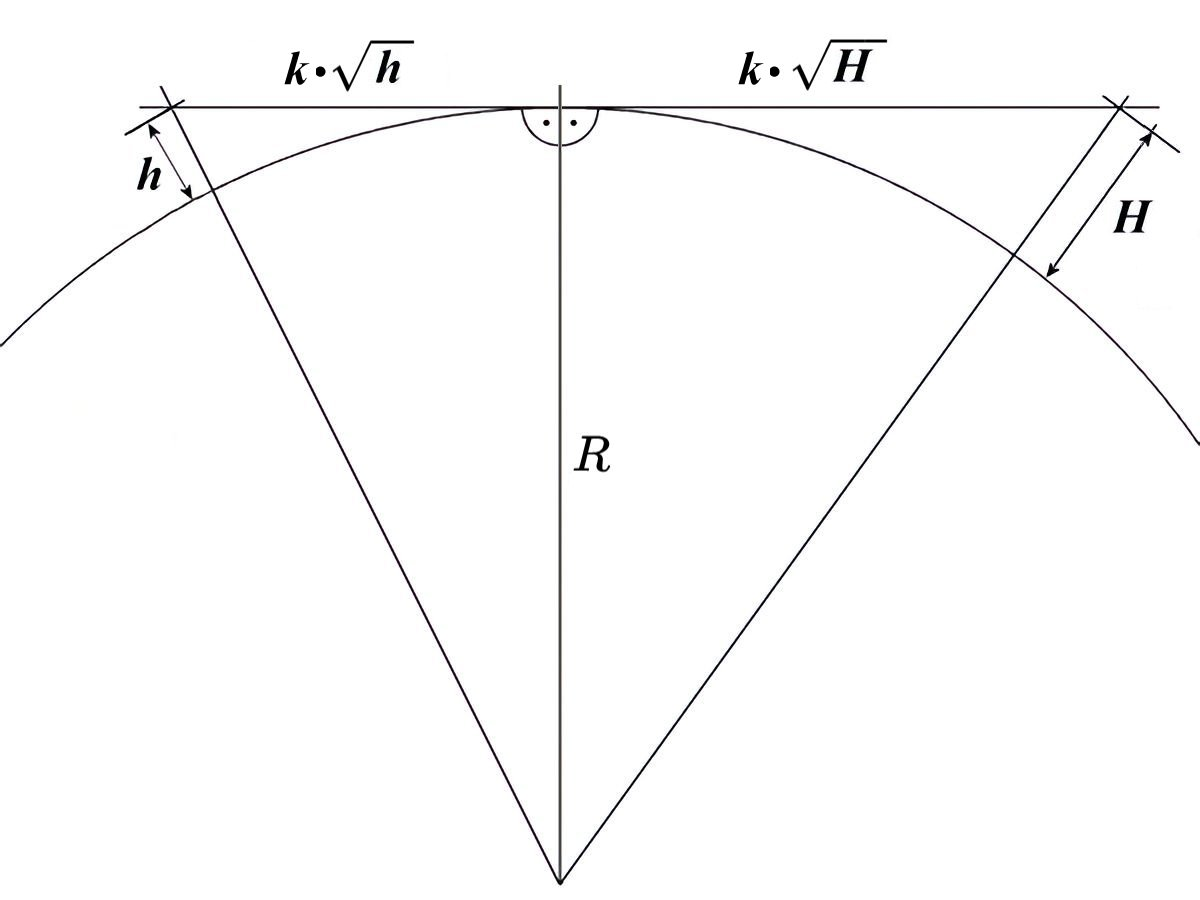
Geometrie des Radiohorizonts:
R ist der um 15 % bzw. 4/3 vergrößerte Erdradius von etwa 8500 km
h und H sind die Höhen der Sende- bzw. Empfangsantenne

Der Radiohorizont, d. h. die maximal nutzbare Reichweite zwischen zwei Sende- und/oder Empfangsantennen {\displaystyle h} und {\displaystyle H} auf dem Erdboden oder in Luftfahrzeugen. Für die Berechnung des Radiohorizonts wird vorausgesetzt, dass der Sender eine ausreichende große Strahlungsleistung in Richtung des Empfängers erzeugt, damit die empfangene Signalleistung, abzüglich der mit Frequenz und Polarisation variierenden Dämpfung auf dem Ausbreitungsweg, über der Empfängerempfindlichkeit liegt.
Bei gegebenen Höhen von Sende- bzw. Empfangsantenne {\displaystyle h} und {\displaystyle H}, beide bezogen auf die mittlere Meereshöhe (engl. Mean Sea Level, MSL), kann mit der folgenden Formeln der Radiohorizont ({\displaystyle R_{H}}) näherungsweise berechnet werden, siehe Radiohorizont:
{\displaystyle R_{H}=k({\sqrt {h}}+{\sqrt {H}})} (Formel 1)
{\displaystyle k=3,57} erlaubt die näherungsweise Berechnung des optischen Horizonts in km mit {\displaystyle h} und {\displaystyle H}in m.
{\displaystyle k=1,23} für den {\displaystyle R_{H}} in NM mit {\displaystyle h} und {\displaystyle H} in ft und wird im Frequency Management Manual der ICAO European Region zur Berechnung der Funkverträglichkeit verwendet.
Der Radiohorizont von VHF-Signalen ist durch die Beugung des Signalwegs in der Atmosphäre ca. 15 % größer als der optische Horizont. Dadurch ergibt sich für Radiowellen ein {\displaystyle k=4,12}, statt {\displaystyle k=3,57} für Licht.
Für {\displaystyle k=4,11} bis {\displaystyle k=4,14} für den {\displaystyle R_{H}} in km mit {\displaystyle h} und {\displaystyle H} in m, ein {\displaystyle k=4,13} ergibt nahezu die gleichen Werte, die man durch Konvertierung des errechneten {\displaystyle R_{H}} in NM nach km erhält.
Die direkte Umrechnung des {\displaystyle R_{H}} von NM in km ergibt nicht das gleiche Ergebnis, wie wenn man die von Nautischen Meilen in Kilometer bzw. {\displaystyle h} und {\displaystyle H} von Fuß in Meter konvertierten Werte in Formel 2 verwendet.
{\displaystyle R_{H}} in Nautische Meilen (1 NM = 1852 m) und der Antennenhöhen {\displaystyle h} und {\displaystyle H} in Fuß (1 ft = 0,3048 m) beide bezogen MSL
{\displaystyle R_{H}[NM]=1,23({\sqrt {H}}+{\sqrt {h}})} (Formel 2)Appendix B
{\displaystyle R_{H}} in Kilometer (km) und der Antennenhöhen {\displaystyle h} und {\displaystyle H} in Meter (m) bezogen auf MSL:
{\displaystyle R_{H}[km]=4,13({\sqrt {H}}+{\sqrt {h}})} (Formel 3)
Anmerkungen: Formel 2 für {\displaystyle R_{H}} in NM und Formel 3 für {\displaystyle R_{H}} in km sind nur Näherungsformeln! Das Ergebnis bei Berechnung Anwendung der Antennenhöhen  {\displaystyle h} und {\displaystyle H} in ft, weicht bei Umrechnung der Entfernung in NM in km leicht von dem mit Formel 2 errechneten Wert ab, wie folgendes Beispiel zeigt: Formel 2 für den {\displaystyle R_{H}} in NM errechnet 247,852 NM (konvertiert in km = 458,973 km) bei Anwendung der Höhe in ft mit {\displaystyle H=39.000} ft (= 11.887,2 m) über MSL und {\displaystyle h=16} ft (= 4,88 m) über MSL. Formel 3 für den {\displaystyle R_{H}} in km errechnet 459,411 km (konvertiert in NM = 248,062 NM) bei Anwendung der Höhe in m mit {\displaystyle H=11.887,2} m (ca. 39.000 ft) über MSL und {\displaystyle h=4,88} m (ca. 16 ft) über MSL.

### Vergrößerung des Nutzungsbereichs durch das Offset-Carrier-Verfahren
Für die Versorgung von sehr großen Kontrollsektoren der Flugsicherung (ATC-Sektoren) bei denen der Radiohorizont eines einzelnen Senders nicht zur Abdeckung solchen großen Sektors ausreicht, erfolgt die Versorgung durch mehrere Sender die über den Sektor verteilt sind. Die Nutzung von mehreren Sendern wird in diesem Zusammenhang als "Offset-Carrier-Betrieb" bezeichnet. Nr. 2.2.1.1. & Attachement to Part II 1.2 Bei Nutzung von Offset-Carrier im 8,33-kHz-Kanalraster wird dies von ICAO in Europa auch als "Climax-Betrieb" Nr. 1.9 bezeichnet.
Bei der in den Funkempfängern stattfindenden Demodulation des amplituden-modulierten, (engl. Amplitude Modulation, AM) tritt der sogenannte Capture-Effect auf. Damit wird ein Effekt bezeichnet, bei dem von mehreren im selben Funkkanal empfangenen Signalen nur das stärkste verwendet wird. Die schwächeren Signale von weiter entfernten Sendern werden unterdrückt, wenn diese wenigstens um den Faktor 10 schwächer sind (entspricht 10 dB). Nr. 3.1.3.3.4  (Die dabei erzielbare Unterdrückung der schwächeren Signale variiert mit der erforderlichen Störungsfreiheit des empfangenen Signals, dem im Empfänger verwendeten Demodulator, der Modulation bzw. Modulationsparametern und dem Frequenzoffset zwischen den Mittenfrequenzen der Träger und Pegelunterschied zwischen den Signalen).
Auch wenn bei amplituden-modulierten Signalen weitestgehend nur das Signal des jeweils stärksten Senders im Flugsprechfunkempfänger demoduliert wird, kann es bei zu kleinem Frequenzversatz (engl. Offset) zwischen den Trägermittenfrequenzen der Signale zu Schwebungen durch Überlagerung der einzelnen Signale kommen. Um dies zu vermeiden, müssen sich die Frequenzen aller Sprechfunksender, die sich innerhalb des Radiohorizonts des Flugfunkempfängers des Luftfahrzeugs befinden, bei Nutzung des 25 kHz Kanal-Rasters um mindestens 5 kHz voneinander unterscheiden. Attachement to Part II 1.2
In Europa werden beim Climax-Betrieb im 25 kHz-Kanalraster zur Abdeckung von großen Kontrollsektoren bis zu 5 Sender verwendet. Der Climax-Betrieb in Kanälen im 8,33 kHz-Kanalraster ist bei Nutzung von Amplitundemodulation mit Doppelseitenband mit vollem Träger (engl. Double Side Band, DSB ) auf 2 Sender begrenzt. (Eine bessere, aber in der Praxis nicht verwendete Alternative wäre die Nutzung einer Amplitudenmodulation mit nur einem Seitenband (engl. Carrier Single Sideband, CSSB)).

## Potentielle zukünftige für den zivilen Flugfunk
Es gibt einige Ansätze für die Digitalisierung des Flugfunks mit Hilfe von neuen Systemen:
In 2013 untersuchte das EU-Forschungsprojekt SANDRA (Seamless Aeronautical Networking through Integration of Data links, Radios, and Antennas) neue systeme für die digitale Kommunikation im Flugfunk.
Ein weiteres, potentielles, neues, digitales Kommunikationssystem für die Luftfahrt, ist das L-band Digital Aeronautical Communications System (LDACS). LDACS könnte in Teilen des zurzeit u. a. für Distance Measuring Equipment, Tactical Air Navigation und Sekundärradar genutzten Frequenzbands 960 MHz bis 1.164 MHz implementiert werden. LDACS ist u. a. vom Deutschen Zentrum für Luft- und Raumfahrt entwickelt worden und befindet sich bei ICAO in der Standardisierung.

## Sprache und Aussprache beim Sprechfunk
Die im internationalen Flugverkehr weltweite vereinbarte Funk-Sprache ist Englisch; entsprechend ist auch für den Sprechfunk im Bereich der deutschen Flugsicherung die englische Sprache Standard. Im Sichtflug-Bereich (VFR) kann in Deutschland auch Deutsch gesprochen werden.
Die Bodenfunkstellen der unkontrollierten Flugplätze (Rufzeichen „RADIO“) werden nicht von einem Flugsicherungsprovider betrieben. Dort ist Deutsch die Standardsprache; auf dafür zugeteilten Frequenzen kann auch Englisch gesprochen werden.
Einzelbuchstaben, zum Beispiel von Luftfahrzeugkennzeichen, Rollbahnbezeichnungen oder Luftraum-Kategorien werden mit Hilfe des ICAO-Alphabets ausgesprochen, auch bei Verwendung von Deutsch als Funksprache.
Die Aussprache von Ziffern und Zahlen folgt  besonderen Regeln: zwei wird zu „zwo“, three wird als „tri“ ausgesprochen, nine als „niner“ und thousand als „tausend“. Ganze Hunderter und ganze Tausender werden „natürlich“ gesprochen, es heißt also „Flughöhe zwo-tausend-vier-hundert Fuß“ oder „altitude two-tausend-four-hundred feet“. Andere Zahlen müssen durch ihre Einzelziffern ausgedrückt werden: Piste zwo-sieben/runway two-seven; Steuerkurs zwo-eins-null/heading two-one-zero, QNH eins-null-eins-neun/QNH one-zero-one-niner.
Da der Flugfunk eine auf Englisch zwar weltweit einheitlich formalisierte Sprachform hat, aber dennoch landesspezifisch organisiert ist, kann es zu Problemen kommen, wenn Piloten die Landessprache benutzen, die jedoch von anderen, landesfremden Piloten nicht verstanden wird. Neben Englisch sind in vielen Ländern landestypische Sprachen zulässig, so dass der Funkverkehr mit der Flugsicherung in den entsprechenden Ländern auch in diesen Sprachen erfolgen darf.

## Sprechfunk Bodenfunkstelle / Luftfunkstelle
Die Sprachkommunikation von Bodenfunkstellen ziviler Flugplätze zu Luftfunkstellen von Luftfahrzeugen erfolgt in der Regel auf Funkfrequenzen oder Funkfrequenzkanälen aus dem VHF-Flugfunkfrequenzband 117,975–137 MHz. Jeder zivile Flugplatz in Deutschland hat in der Regel mindestens eine Funkfrequenz zur Sprach-Kommunikation Boden-Bord / Bord-Boden. Ferner gibt es die Flugfunkfrequenzen, die Kontrollcenter (englisch Area Control Centre, ACC) der Flugsicherung für die Flugverkehrskontrolle auf der Strecke (englisch „en-route“) nutzen. Jede von der Bundesnetzagentur zugeteilte Flugfunkfrequenz wird zuvor vom Bundesaufsichtsamt für Flugsicherung mit Hilfe der ICAO europaweit koordiniert, um sicherzustellen dass Störungen durch andere Nutzer der gleichen Frequenz in anderen Ländern vermieden werden.
Ein durch Fluglotsen kontrollierter Platz wird in Deutschland mit dem Ortsnamen und dem Zusatz TOWER (bzw. TURM bei deutschsprachigem Funkverkehr) angerufen, einen unkontrollierten Platz ruft man mit dem Flugplatznamen und dem Zusatz RADIO (früher INFO), unkontrollierte Plätze mit AFIS mit dem Zusatz INFORMATION.
Die für einen Flugverkehrskontrollsektor der Flugsicherung zuständigen Fluglotsen der Flugsicherung werden auf dem in der Aeronautical Information Publication (bzw. ICAO-Karte) veröffentlichten Kanal gerufen. Das dafür verwendete Rufzeichen entspricht dem Namen des zuständigen Area Control Centres der Flugsicherung gefolgt von dem Wort RADAR (z. B. LANGEN RADAR, BREMEN RADAR, MÜNCHEN RADAR, MAASTRICHT RADAR. Eine Ausnahme ist das Rufzeichen RHEIN RADAR für das Center Karlsruhe).
Die Abwicklung des Sprechfunkverkehrs folgt generell festen Regeln und sogenannten Sprechgruppen (festen Formulierungen für bestimmte Meldungstypen), deren Kenntnis in der Prüfung zu einem Sprechfunkzeugnis nachgewiesen werden muss. Die hohe Standardisierung dient der Vereinfachung des Funkverkehrs. So werden die nötigen Informationen mit größtmöglicher Sicherheit vor Irrtümern und Missverständnissen übermittelt.
Bei unkontrollierten Flugplätzen gibt die Flugleitung nur Verkehrsinformationen, aber keine Anweisungen oder Freigaben. Ausnahmen sind zur unmittelbaren Gefahrenabwehr jedoch möglich. Beim Anflug melden sich die Piloten mindestens fünf Minuten vor dem Platz, geben ihr Landevorhaben bekannt, erfahren die Landerichtung und melden danach ihre Position in der Platzrunde.
Bei kontrollierten Plätzen wird der Verkehr auf der Start- und Landebahn sowie in der Kontrollzone um den Flugplatz herum durch den Towerlotsen gelenkt. Kontrollierte Flugplätze haben oft auch eine Vorfeldkontrolle, um die Bewegungen auf dem Vorfeld zu koordinieren, sowie in den meisten Fällen eine Rollkontrolle für den Rollverkehr von und zu den Start-/Landebahnen. Tower, Rollkontrolle und Vorfeldkontrolle haben jeweils eigene Funkfrequenzen.
An größeren Flugplätzen gibt es unter der Abkürzung „ATIS“ (Automatic Terminal Information Service) eine automatische, auf einer flugplatzspezifischen ATIS-Funkfrequenz ausgestrahlte Platzinformation (Wetter, aktive Pisten, Luftdruck QNH und ggf. weitere aktuelle Besonderheiten). Piloten, die nach Instrumentenflugregeln (IFR) starten oder landen wollen, müssen hierzu die aktuelle ATIS-Aufsprache beachten; Piloten, die nach Sichtflugregeln (VFR) fliegen, müssen zwar nicht, sollten es aber zumindest. Jede neue ATIS-Durchsage wird bei erfolgten Aktualisierungen durch einen fortlaufenden Buchstaben aus dem ICAO-Alphabet kenntlich gemacht.
In Deutschland unterliegt der Flugfunk dem Fernmeldegeheimnis. Inhaber eines Sprechfunkzeugnisses haben zur Wahrung des Fernmeldegeheimnisses Schweigepflicht.

## Sprechfunk Luftfunkstelle / Luftfunkstelle
Für die Sprachkommunikation von Luftfunkstelle / Luftfunkstelle (d. h. von Bord zu Bord) gibt es im VHF-Flugfunkfrequenzband reservierte Kanäle. Der lange Zeit auch im deutschen Luftraum übliche Kanal "123.450" ist nach der Einführung des 8,33 kHz-Kanalrasters nur noch über Ozeanen und in entlegenen Gebieten (engl. oceanic and remote areas) zulässig.
Gemäß der Veröffentlichung in den Nachrichten für Luftfahrer NfL 1-1935-20 vom 17. April 2020 sind deutschlandweit folgende beiden Kanäle verfügbar:
- "122.540"
- "122.555"

Darüber hinaus steht für unterschiedliche Regionen von Deutschland je eine spezielle Frequenz zur Verfügung, die für die betriebliche Luft-Luft-Kommunikation (z. B. Segelflug-, Drachenflug-, Gleitschirmflug-, Motorflug-, Ultraleichtflug-, sowie Ballonfahrbetrieb) bis zu einer Höhe von FL100 zur Verfügung stehen. Die Aufteilung der Regionen ist einer Grafik im NfL 1-1935-20 zu entnehmen.
Anmerkung: In deutsch- und englischsprachigen Dokumenten wird für den VHF-Sprechfunkkanal ein Punkt verwendet., 

## Bordanlagen
Für die Ausrüstung von Flugzeugen mit Flugfunkgeräten in Deutschland macht die  Flugsicherungsausrüstung-Verordnung (FSAV) folgende Vorgaben:
- Nach Instrumententenflugregeln (engl. Instrument Flight Rules, IFR) müssen gemäß FSAV ([10] §3, Abs. 1, Nr. 1) zwei VHF-Sende-/Empfangsgeräte (einstellbarer Frequenzbereich: 118,000–136,975 MHz) für den Sprechfunkverkehr im beweglichen Flugfunkdienst mit den Flugverkehrskontrollstellen vorhanden sein. Für Flüge im oberen Luftraum (oberhalb Flugfläche 245) müssen diese Geräte für den Betrieb im 8,33 kHz-Kanalraster geeignet sein.
- Nach Sichtflugregeln (engl. Visual Flight Rules, VFR) sind gemäß FSAV ([10] §4, Abs. 1) Flugzeuge, Drehflügler, Motorsegler, Segelflugzeuge, aerodynamisch gesteuerte Ultraleichtflugzeuge, Ultraleichthubschrauber und Tragschrauber, Luftschiffe und Freiballone mit einem UKW-Sende-/Empfangsgerät  (einstellbarer Frequenzbereich: 118,000–136,975 MHz) auszurüsten. Die Sendeleistung und die Empfängerempfindlichkeit des Funkgeräts muss ausreichend sein, damit nach Berücksichtigung der flugbetrieblichen Eigenschaften des Luftfahrzeugs, der beflogenen Strecke immer ein einwandfreier Sprechfunkverkehr mit der Flugsicherung (engl. Air Traffic Control, ATC) erfolgen kann. Ausnahmen und Einschränken sind in Absatz 2 bis 5 von §4 der FSAV[10] definiert.

Die Vorgaben für die  Mindestausrüstung von Flugzeugen mit Zulassung für Flüge nach Instrumentenflugregeln (IFR) in der Schweiz ist in Technische Mitteilung TM 02.050-10 festgelegt.

## Sprechfunkzeugnis

Sprechfunkzeugnis

Hauptartikel: Sprechfunkzeugnis (Luftfahrt)
Zur Nutzung des Flugfunks ist ein Sprechfunkzeugnis erforderlich.
Das Sprechfunkzeugnis ist in Deutschland als „Beschränkt gültiges Sprechfunkzeugnis für den Flugfunkdienst“ (BZF I und BZF II) sowie als „Allgemeines Sprechfunkzeugnis für den Flugfunkdienst“ (AZF) eingeführt.
Beim BZF II wird ausschließlich in deutscher Sprache geprüft, daher berechtigt es nur zum Flugfunk im Sichtflug innerhalb Deutschlands.
Beim BZF I wird die Befähigung zur Durchführung des Flugfunks im Sichtflug (VFR) in englischer und deutscher Sprache geprüft, zusätzlich auch das Verständnis englischer Fachtexte.
Das AZF berechtigt zusätzlich zur Durchführung des Funkverkehrs im Instrumentenflug (IFR); es setzt die Prüfung zum BZF I oder BZF II voraus.
Daneben gibt es noch das BZF E und das AZF E. Diese entsprechen dem BZF I beziehungsweise dem AZF, berechtigen aber nur zur Durchführung des Sprechfunks in englischer Sprache.
Ausgenommen von der Zeugnispflicht sind:
- Luftfunkstellen an Bord von Freiballonen, Luftsportgeräten und Segelflugzeugen innerhalb der Lufträume G, E und F.
- Luftfunkstellen während der Ausbildung,
- Funkstellen in Kraftfahrzeugen, die ausschließlich für die Verbindung mit Luftfunkstellen in Freiballonen, Luftsportgeräten und Segelflugzeugen betrieben werden,
- Bodenfunkstellen, die ausschließlich für die Übermittlung von Flugbetriebsmeldungen eingesetzt werden,
- Inhaber entsprechender gültiger Militärerlaubnisse.

Nähere Einzelheiten regelt die Verordnung über Flugfunkzeugnisse.

## Flugnavigationsfunkdienst

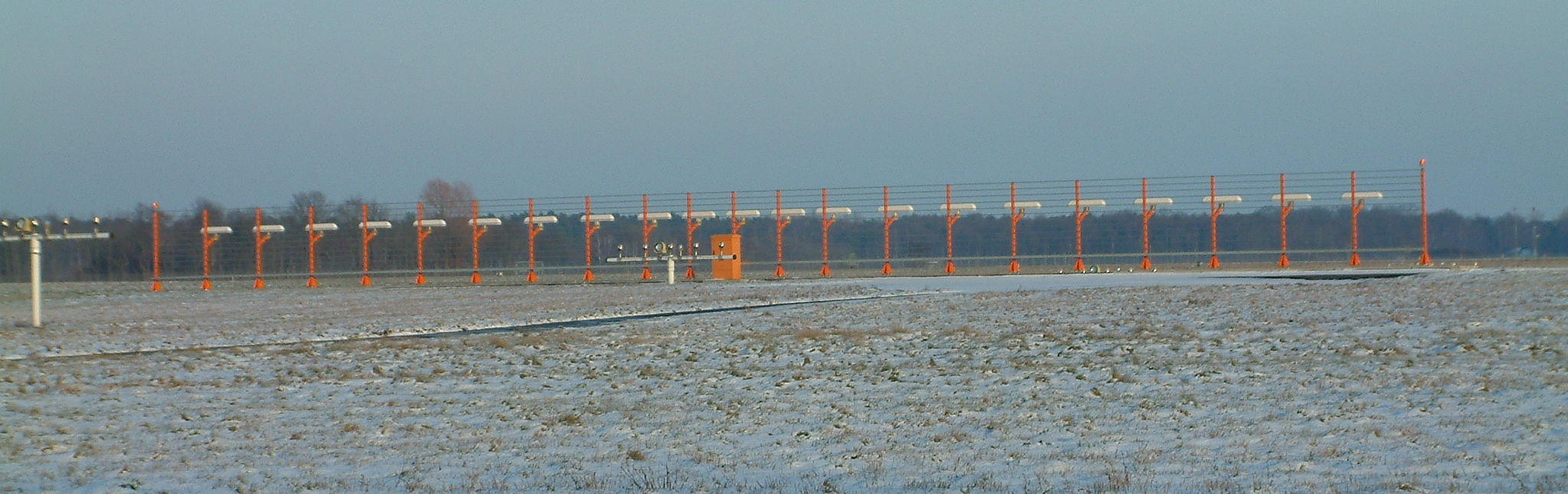
Antenne des Landekurssenders eines Instrumentenlandesystems

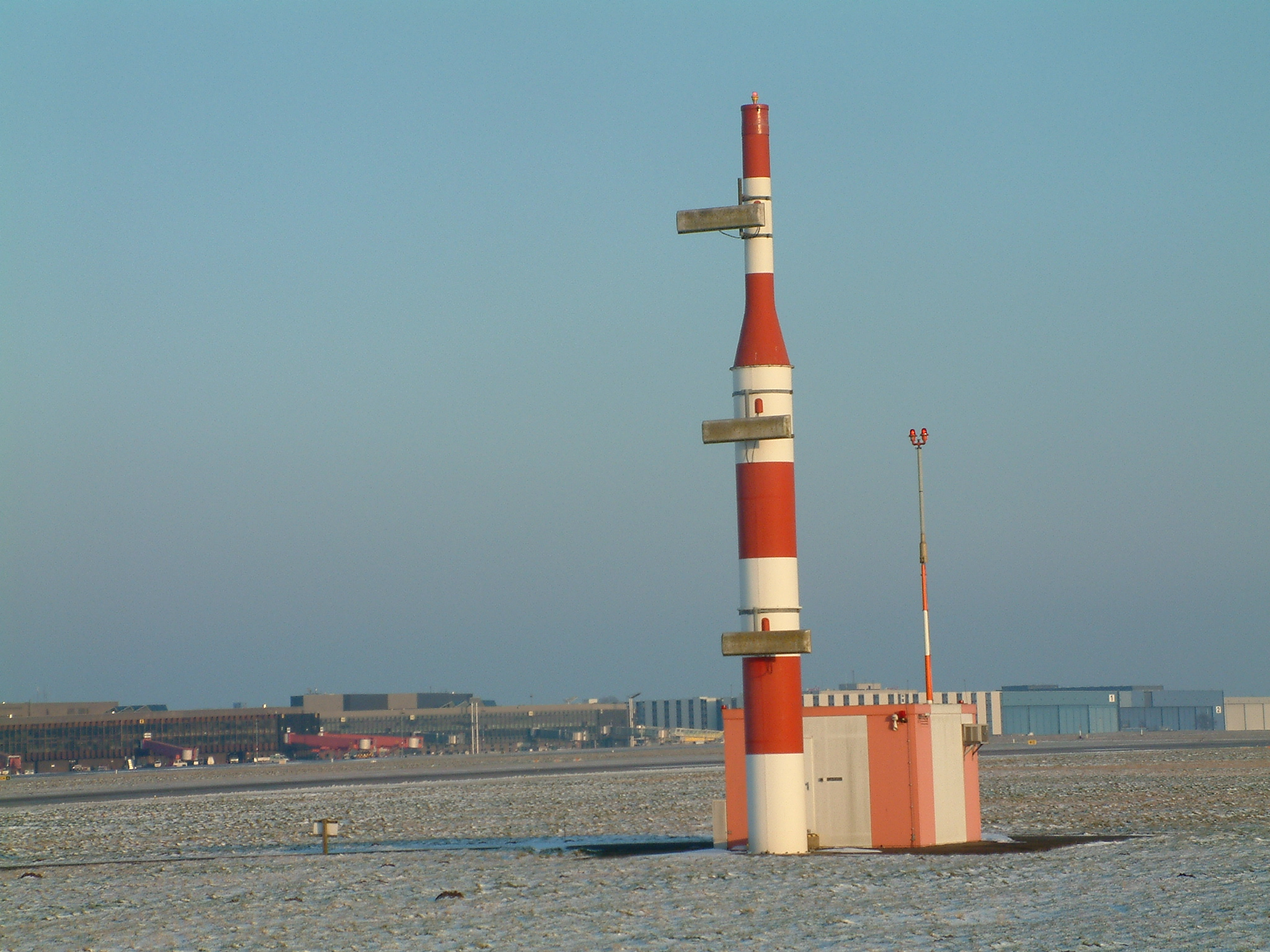
Antenne des Gleitwegsenders eines Instrumentenlandesystems

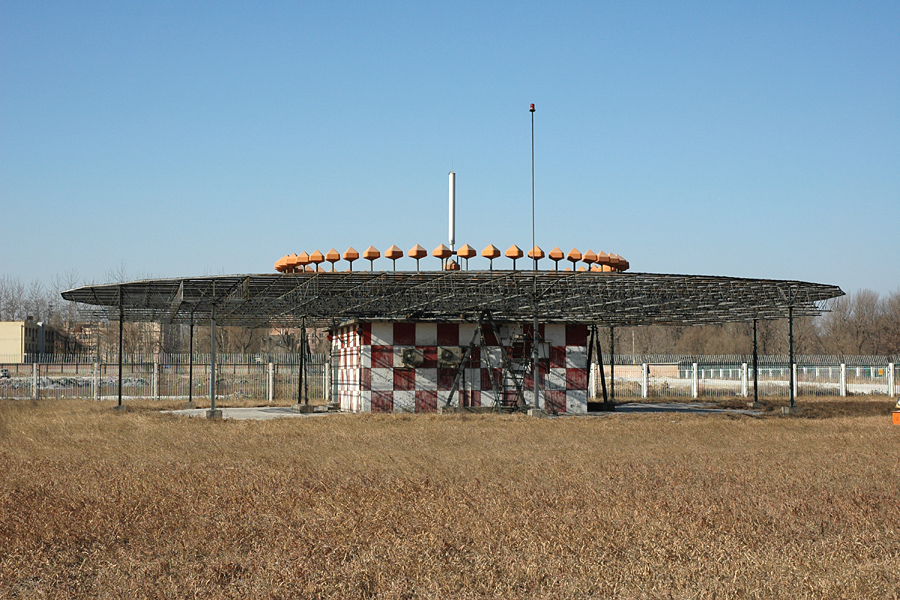
Doppler-VOR-Bodenstation (D-VOR) in Verbindung mit einem DME

Neben dem Flugfunkdienst existiert in der Luftfahrt auch der Flugnavigationsfunkdienst. Dabei werden Signale von Flugnavigationsfunkanlagen am Boden für die Anzeige von Navigationsinformationen auf Navigationsinstrumenten an Bord genutzt, dies sind:
- Ungerichtetes Funkfeuer (Non Directional Beacon, NDB) die im Bereich zwischen 200,0 kHz bis 526,5 kHz (Lang- und Mittelwellen-Bereich) senden.
- (D)VOR (Drehfunkfeuer, engl. Very High Frequency Omnidirectional Radio Range, VOR oder Doppler Very High Frequency Omnidirectional Radio Range, DVOR) die im VHF-Bereich 108,00 bis 117,975 MHz auf Frequenzen zwischen 108,000 MHz bis 117,950 MHz senden, sofern diese Frequenzen nicht ILS-LLZ zugeordnet sind.
- ILS-LLZ (ILS-Localizer, dt. ILS-Landekurssender) des Instrumentenlandesystems (Instrument Landing System – ILS) die im VHF-Bereich 108,00 bis 117,975 MHz auf Frequenzen zwischen 108,100 MHz bis 111,950 MHz senden, sofern diese Frequenzen nicht (D)VOR zugeordnet sind. Die Frequenzen der VHF-Sender liegen oberhalb des VHF-Rundfunk-Bandes und unterhalb des Frequenzbereichs des VHF-Flugfunk-Sprechfunks.
- ILS-GP (ILS-Glide-Path, dt. ILS-Gleitweg) Sender frequenzgepaart zu ILS-LLZ ein Bestandteil eines ILS-Systems sind und im UHF-Bereich 328,6 und 335,4 MHz senden.
- Ferner gehören ILS-Marker, dies sind IL-IM, ILS-MM und ILS-OM,  die im VHF-Bereich 74,6 MHz bis 75,4 MHz auf 75 MHz senden auch zu einem ILS Systems, sofern diese nicht durch ein DME oder TACAN ersetzt werden.
- En-Route Marker strahlen auch im VHF-Bereich 74,6 MHz bis 75,4 MHz auf 75 MHz ihre Signale ab, dienen jedoch, so weit noch verwendet, der Streckennaviagtion.

Für die Messung der Schrägentfernung zu Boden-Transpondern mit Hilfe des Distance Measuring Equipment (DME) bzw. des militärischen Tactical Air Navigation (TACAN), sofern diese die ICAO Vorgaben gemäß ICAO Annex 10 Volume I erfüllen, werden diese von DME- bzw. TACAN-Interrogatoren an Bord von Luftfahrzeugen abgefragt.
- DME- und TACAN-Interrogatoren und Transponder nutzen das Frequenzband 960–1.215 MHz und senden auf Frequenzen zwischen 962 MHz und 1213 MHz. (Dieses Frequenzband wird auch von "SSR Mode A, C und S basierten Systemen" mit den Mittenfrequenzen 1030 MHz und 1090 MHz genutzt). DME- und TACAN-Transponder können sowohl einzeln als auch frequenz-gepaart mit ILS als ILS/DME, mit MLS als MLS/DME und ILS/MLS/DME, sowie mit VOR und DVOR als VOR/DME, DVOR/DME, VORTAC oder DVORTAC betrieben werden werden.
- "SSR Mode A, C und S basierte Systeme", z. B. ACAS, ADS-B und MLAT nutzen die Mittenfrequenzen 1030 MHz und 1090 MHz im Frequenzband 960–1.215 MHz und gehören gem. Definition der ITU auch zum Flugnavigationsfunkdienst.

Durch die ITU WRC 2003 erfolgten zusätzliche Zuweisungen für den Aeronautical Mobile (R) Service durch Fußnote 5.197A für die Aeronautischen Systeme 
- GBAS (Ground Based Augmentation System) im Frequenzbereich 108,000 bis 117,950 MHz wird derzeit an manchen Flughäfen für ILS Lookalike Anflugverfahren zur Verfügung gestellt
- Daten-Linkformat VDL 4 im Bereich 108,000 bis 117,950 MHz, jedoch unter der Auflage, das die Verträglichkeit mit den bereits genutzten Bord- und Bodengeräten der operativ genutzten Flugnavigationsfunk Systeme im Frequenzbereich 108,000 bis 117,950 MHz nachgewiesen wird. Da bisher jedoch noch nicht der Nachweis erbracht wurde, das VDL4-Bord- und Bodengeräte ohne Störungen zu den bereits genutzten Boden- und Bordgeräte betrieben werden können, gibt es in Europa (ICAO EUR-Region) bisher noch keine Koordinierungskriterien die eine Koordinierung von Frequenzen mit Nachbarstaaten und damit eine operative Nutzung von VDL 4 in diesem Frequenzbereich erlaubt.